# Нецики
Нецики (пол. Nieciki) — село в Польщі, у гміні Вонсош Ґраєвського повіту Підляського воєводства.
Населення — 181 особа (2011).
У 1975-1998 роках село належало до Ломжинського воєводства.

## Демографія
Демографічна структура станом на 31 березня 2011 року:
|          | Загалом | Допрацездатний вік | Працездатний вік | Постпрацездатний вік |
| -------- | ------- | ------------------ | ---------------- | -------------------- |
| Чоловіки | 91      | 22                 | 56               | 13                   |
| Жінки    | 90      | 21                 | 47               | 22                   |
| Разом    | 181     | 43                 | 103              | 35                   |